# Lamesa
Lamesa – miasto w Stanach Zjednoczonych, w stanie Teksas, pełniące funkcję siedziby administracyjnej (county seat) hrabstwa Dawson. Skupia blisko 70% mieszkańców hrabstwa. 
Znajduje się tutaj Lamesa Cotton Classing Laboratory, które odgrywa kluczową rolę w ocenie jakości bawełny przed jej dalszym przetworzeniem i wprowadzeniem na rynek.